# Piper hermannii
Piper hermannii är en pepparväxtart som beskrevs av Trel. & Yunck.. Piper hermannii ingår i släktet Piper och familjen pepparväxter. Inga underarter finns listade i Catalogue of Life.